# Ixodes downsi
Ixodes downsi är en fästingart som beskrevs av Glen M. Kohls 1957. Ixodes downsi ingår i släktet Ixodes och familjen hårda fästingar. Inga underarter finns listade i Catalogue of Life.